# Jamieński Nurt
Jamieński Nurt, Jamneński Nurt, Kanał Jamneński, Kanał Jamno – kanał w woj. zachodniopomorskim, przetoka wodna przechodząca przez mierzeję i łącząca jezioro Jamno z Morzem Bałtyckim. Długość cieku to ok. 0,7 km. 
W czasie sztormu poprzez kanał następował dopływ wód morskich do jeziora nawet do 25 mln m³ rocznie. Aby temu przeciwdziałać, w 2013 zbudowano wrota sztormowe – zamykające się automatycznie podczas sztormów, zaś w 2015 postawiono w morzu betonowo-stalowy falochron osłonowy o długości 200 m i wysokości 5 m, który za zadanie ma ochronić Jamneński Nurt przed silnymi falami podczas sztormów.
W ujściu Jamieńskiego Nurtu w półkolu zakreślonym promieniem długości 500 m w kierunku morza z punktu leżącego na środku linii łączącej oba brzegi ujścia ustanowiono stały obwód ochronny, gdzie obowiązuje zakaz połowu organizmów morskich.
Nad kanałem znajduje się most łączący Unieście z Łazami.
Nazwę Jamieński Nurt wprowadzono w 1949 roku, zastępując poprzednią niemiecką nazwę Jamunder Tief.

## Galeria

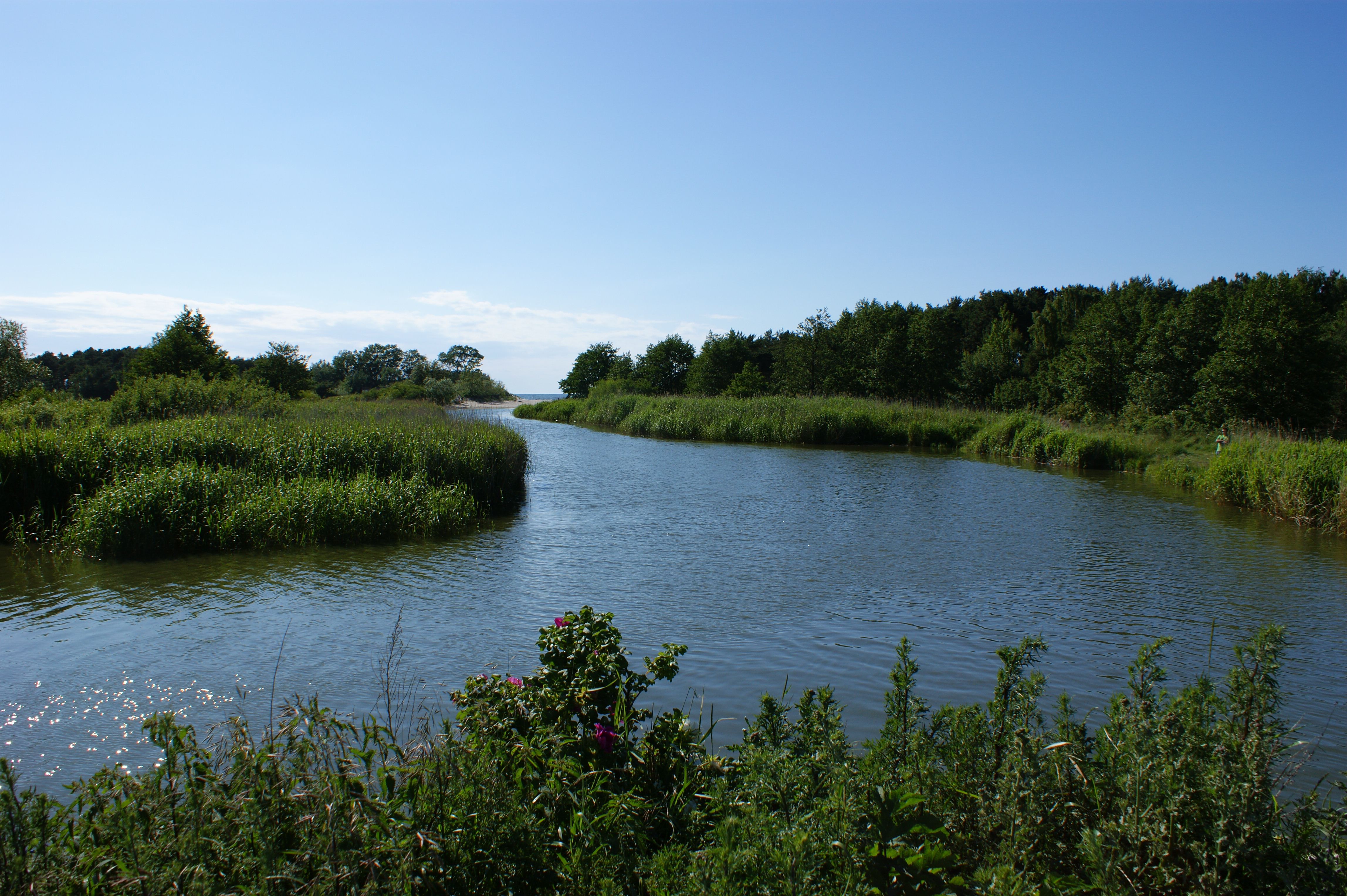
Jamieński Nurt przed przebudową (2009)
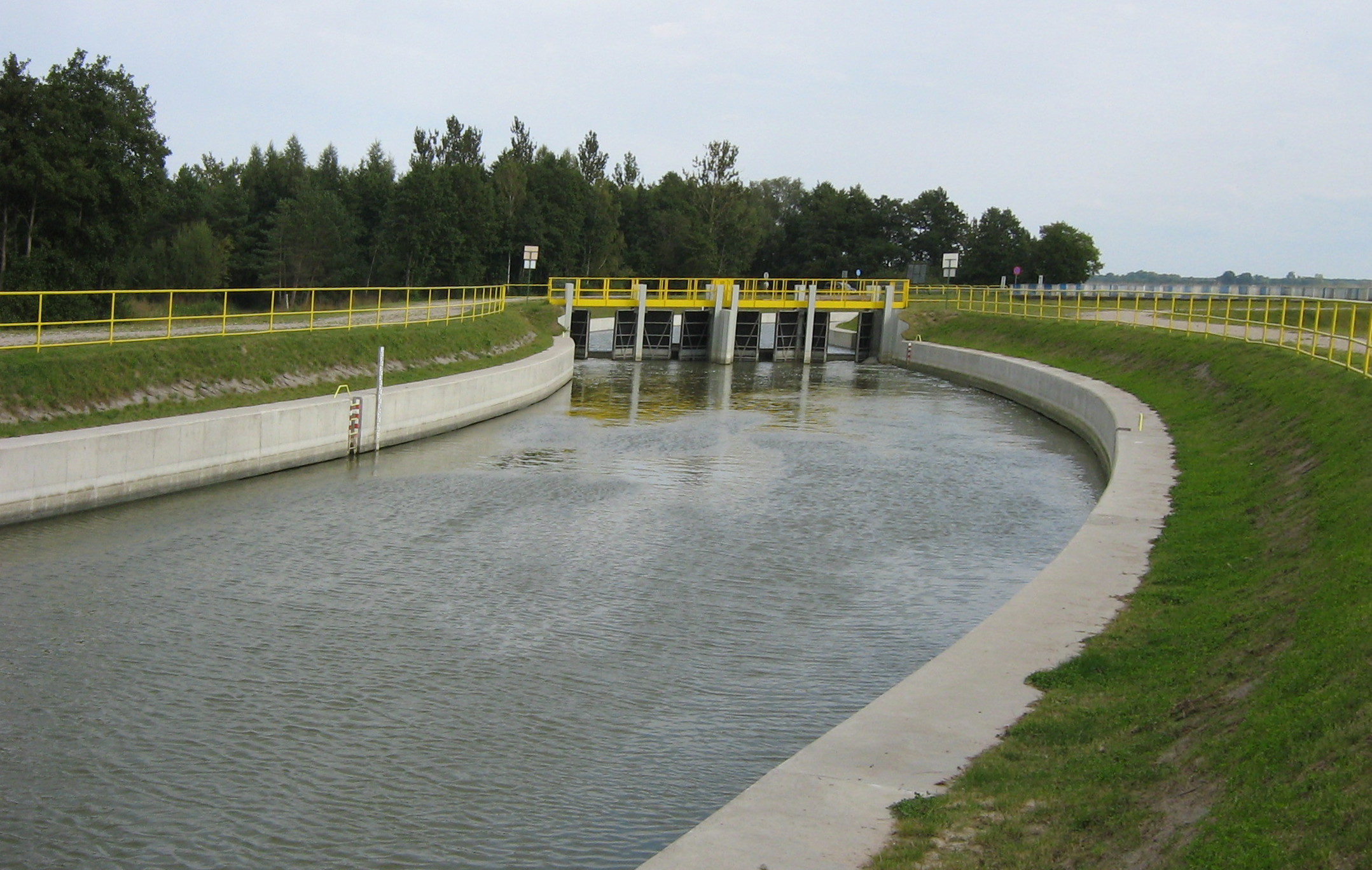
Wrota sztormowe
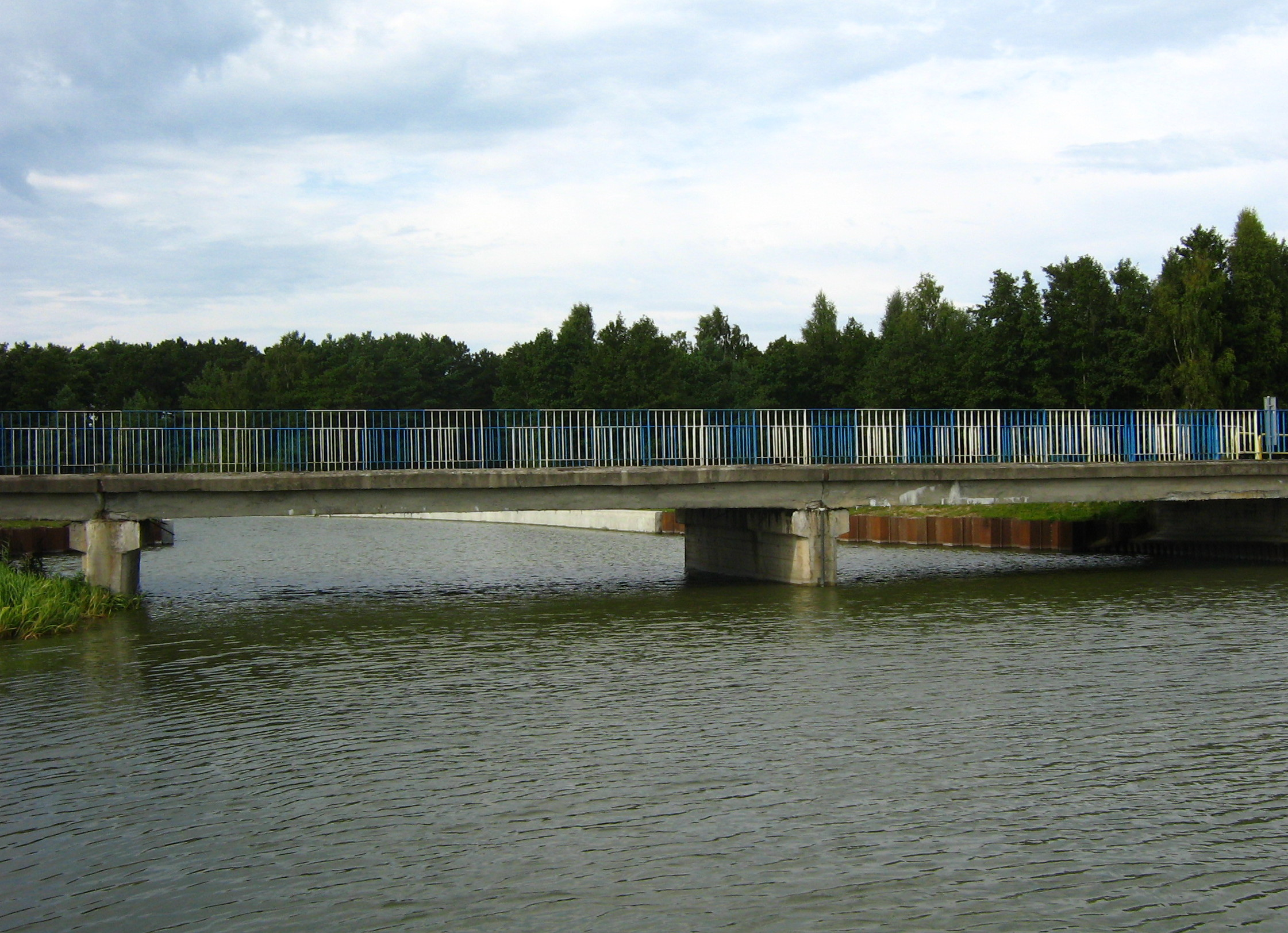
Most drogi Mielno–Łazy